# Żabieniec Nowy (gromada)
Żabieniec Nowy – dawna gromada, czyli najmniejsza jednostka podziału terytorialnego Polskiej Rzeczypospolitej Ludowej w latach 1954–1972.
Gromady, z gromadzkimi radami narodowymi (GRN) jako organami władzy najniższego stopnia na wsi, funkcjonowały od reformy reorganizującej administrację wiejską przeprowadzonej jesienią 1954 do momentu ich zniesienia z dniem 1 stycznia 1973, tym samym wypierając organizację gminną w latach 1954–1972.
Gromadę Żabieniec Nowy z siedzibą GRN w Żabieńcu Nowym (w obecnym brzmieniu Nowy Żabieniec) utworzono – jako jedną z 8759 gromad na obszarze Polski – w powiecie garwolińskim w woj. warszawskim, na mocy uchwały nr VI/10/2/54 WRN w Warszawie z dnia 5 października 1954. W skład jednostki weszły obszary dotychczasowych gromad Grabina, Żabieniec Nowy i Żabieniec Stary oraz kolonia Uścieniec z dotychczasowej gromady Uścieniec kolonia ze zniesionej gminy Łaskarzew, a także obszar dotychczasowej gromady Trzcianka ze zniesionej gminy Wilga, w tymże powiecie. Dla gromady ustalono 12 członków gromadzkiej rady narodowej.
29 lutego 1956 z gromady Żabieniec Nowy wyłączono wieś Grabina włączając ją do gromady Izdebno w tymże powiecie.
Gromadę zniesiono 31 grudnia 1959, a jej obszar włączono do nowo utworzonej gromady Marianów w tymże powiecie.